# هيلين هيمفيل
هيلين هيمفيل (بالإنجليزية: Helen Hemphill)‏ (1 يوليو 1955، بريدجبورت في الولايات المتحدة)؛ كاتِبة مُتخصِّصة في أدب الأطفال وروائية أمريكية.